# Új-Zéland a 2013-as úszó-világbajnokságon
Új-Zéland 52 sportolóval vett részt a 2013-as úszó-világbajnokságon, akik egyedül a műugrásban nem indultak.

## Érmesek
| Érem      | Versenyző    | Versenyszám | Versenyszám                 | Dátum        |
| --------- | ------------ | ----------- | --------------------------- | ------------ |
| Bronzérem | Lauren Boyle | Úszás       | Női 400 méteres gyorsúszás  | július 28.   |
| Bronzérem | Lauren Boyle | Úszás       | Női 1500 méteres gyorsúszás | július 30.   |
| Bronzérem | Lauren Boyle | Úszás       | Női 800 méteres gyorsúszás  | augusztus 3. |

## Hosszútávúszás
Férfi
| Versenyző    | Verseny | Idő       | Helyezés |
| ------------ | ------- | --------- | -------- |
| Kane Radford | 5 km    | 53:44.3   | 18       |
| Kane Radford | 10 km   | 1:49:43.0 | 20       |
| Phillip Ryan | 5 km    | 56:17.5   | 38       |
| Phillip Ryan | 10 km   | 1:51:11.3 | 45       |
| Phillip Ryan | 25 km   | 4:50:57.2 | 18       |

Női
| Versenyző     | Verseny | Idő       | Helyezés |
| ------------- | ------- | --------- | -------- |
| Cara Baker    | 5 km    | 56:46.2   | 6        |
| Cara Baker    | 10 km   | 1:58:38.5 | 23       |
| Emma Robinson | 5 km    | 57:29.5   | 24       |
| Emma Robinson | 10 km   | 2:01:47.6 | 34       |

Csapat
| Versenyzők                           | Verseny | Idő     | Helyezés |
| ------------------------------------ | ------- | ------- | -------- |
| Kane Radford Phillip Ryan Cara Baker | Csapat  | 56:12.0 | 9        |

## Úszás
Férfi
| Versenyző(k)                                            | Verseny                      | Selejtező | Selejtező | Elődöntő          | Elődöntő          | Döntő               | Döntő               |
| Versenyző(k)                                            | Verseny                      | Idő       | Helyezés  | Idő               | Helyezés          | Idő                 | Helyezés            |
| ------------------------------------------------------- | ---------------------------- | --------- | --------- | ----------------- | ----------------- | ------------------- | ------------------- |
| Shaun Burnett                                           | 200 méteres pillangóúszás    | 1:59.35   | 24        | Nem jutott tovább | Nem jutott tovább | Nem jutott tovább   | Nem jutott tovább   |
| Nathan Capp                                             | 400 méteres vegyesúszás      | 4:23.27   | 22        |                   |                   | Nem jutott tovább   | Nem jutott tovább   |
| Mitchell Donaldson                                      | 200 méteres vegyesúszás      | 2:03.89   | 40        | Nem jutott tovább | Nem jutott tovább | Nem jutott tovább   | Nem jutott tovább   |
| Gareth Kean                                             | 50 méteres hátúszás          | 25.62     | 18        | Nem jutott tovább | Nem jutott tovább | Nem jutott tovább   | Nem jutott tovább   |
| Gareth Kean                                             | 100 méteres hátúszás         | 54.37     | 14 Q      | 53.81             | 8 Q               | 54.25               | 8                   |
| Gareth Kean                                             | 200 méteres hátúszás         | 2:02.81   | 24        | Nem jutott tovább | Nem jutott tovább | Nem jutott tovább   | Nem jutott tovább   |
| Glenn Snyders                                           | 50 méteres mellúszás         | 27.27     | 3 Q       | 27.22             | 6 Q               | 27.21               | 6                   |
| Glenn Snyders                                           | 100 méteres mellúszás        | 59.92     | 5 Q       | 1:00.22           | 13                | Nem jutott tovább   | Nem jutott tovább   |
| Glenn Snyders                                           | 200 méteres mellúszás        | 2:13.10   | 22        | Nem jutott tovább | Nem jutott tovább | Nem jutott tovább   | Nem jutott tovább   |
| Matthew Stanley                                         | 200 méteres gyorsúszás       | 1:48.01   | 11 Q      | 1:48.35           | 16                | Nem jutott tovább   | Nem jutott tovább   |
| Matthew Stanley                                         | 400 méteres gyorsúszás       | 3:48.25   | 10        |                   |                   | Nem jutott tovább   | Nem jutott tovább   |
| Shaun Burnett Gareth Kean Glenn Snyders Matthew Stanley | 4 × 100 méteres vegyes váltó | 3:37.70   | 14        |                   |                   | Nem jutottak tovább | Nem jutottak tovább |

Női
| Versenyző            | Verseny                   | Selejtező  | Selejtező | Elődöntő          | Elődöntő          | Döntő             | Döntő             |
| Versenyző            | Verseny                   | Idő        | Helyezés  | Idő               | Helyezés          | Idő               | Helyezés          |
| -------------------- | ------------------------- | ---------- | --------- | ----------------- | ----------------- | ----------------- | ----------------- |
| Sophia Batchelor     | 200 méteres hátúszás      | 2:12.89    | 20        | Nem jutott tovább | Nem jutott tovább | Nem jutott tovább | Nem jutott tovább |
| Sophia Batchelor     | 50 méteres pillangóúszás  | 26.45      | =11 Q     | 26.34             | 11                | Nem jutott tovább | Nem jutott tovább |
| Sophia Batchelor     | 100 méteres pillangóúszás | 59.46      | 23        | Nem jutott tovább | Nem jutott tovább | Nem jutott tovább | Nem jutott tovább |
| Lauren Boyle         | 400 méteres gyorsúszás    | 4:04.96    | 4 Q       |                   |                   | 4:03.89           | Bronzérem         |
| Lauren Boyle         | 800 méteres gyorsúszás    | 8:21.00 OC | 2 Q       |                   |                   | 8:18.58 OC        | Bronzérem         |
| Lauren Boyle         | 1500 méteres gyorsúszás   | 16:02.90   | 6 Q       |                   |                   | 15:44.71 OC       | Bronzérem         |
| Samantha Lee         | 200 méteres pillangóúszás | 2:11.95    | 17        | Nem jutott tovább | Nem jutott tovább | Nem jutott tovább | Nem jutott tovább |
| Samantha Lucie-Smith | 200 méteres gyorsúszás    | 1:58.87    | 15 Q      | 1:59.26           | 16                | Nem jutott tovább | Nem jutott tovább |
| Samantha Lucie-Smith | 400 méteres vegyesúszás   | 4:49.73    | 23        |                   |                   | Nem jutott tovább | Nem jutott tovább |

## Szinkronúszás
| Versenyző(k) | Verseny               | Selejtező | Selejtező | Döntő               | Döntő               |
| Versenyző(k) | Verseny               | Pont      | Helyezés  | Pont                | Helyezés            |
| --- | --------------------- | --------- | --------- | ------------------- | ------------------- |
| Kirstin Anderson | Egyéni szabad program | 71.650    | 28        | Nem jutott tovább   | Nem jutott tovább   |
| Kirstin Anderson | Egyéni rövid program  | 69.900    | 29        | Nem jutottak tovább | Nem jutottak tovább |
| Caitlin Anderson Kirstin Anderson | Páros szabad program  | 70.460    | 29        | Nem jutott tovább   | Nem jutott tovább   |
| Caitlin Anderson Kirstin Anderson | Páros rövid program   | 71.200    | 23        | Nem jutott tovább   | Nem jutott tovább   |
| Kelsey Acker Caitlin Anderson Kirstin Anderson Aleisha Braven Hayley Fibbens Kira Fox* Leticia Hart Victoria Hohaia Abigail Hustler Katherine McDougall Scarlett Polley* Anastasia Wilkes | kombinációs kűr       | 68.600    | 16        | Nem jutottak tovább | Nem jutottak tovább |

## Vízilabda

### Férfi
Csapattagok
- Thomas Kingsmill
- Matthew Lewis
- Stefan Curry
- Finn Lowery
- Jonathon Ross
- Andrew Sieprath
- Daniel Jackson
- Matthew Small
- Eamon Lui-Fakaotimanava
- Matthew Bryant
- Lachlan Tijsen
- Adam Pye
- Dylan Smith

#### A csoport
| Csapat        | M | Gy | D | V | G+ | G- | Gk  | P |
| ------------- | - | -- | - | - | -- | -- | --- | - |
| Görögország   | 3 | 3  | 0 | 0 | 38 | 15 | +23 | 6 |
| Montenegró    | 3 | 2  | 0 | 1 | 34 | 12 | +22 | 4 |
| Spanyolország | 3 | 1  | 0 | 2 | 30 | 18 | +12 | 2 |
| Új-Zéland     | 3 | 0  | 0 | 3 | 8  | 65 | −57 | 0 |

| 2013. július 22. 21:30 | Spanyolország        | 18–3        | Új-Zéland           | Piscines Bernat Picornell, Barcelona Játékvezetők: Balfanbajev (KAZ), Gaber (EGY) |
| 2013. július 22. 21:30 | (3–0, 3–1, 7–1, 5–1) |             |                     | Piscines Bernat Picornell, Barcelona Játékvezetők: Balfanbajev (KAZ), Gaber (EGY) |
| 2013. július 22. 21:30 | Perrone 5            | Jegyzőkönyv | Lui-Fakaotimanava 2 | Piscines Bernat Picornell, Barcelona Játékvezetők: Balfanbajev (KAZ), Gaber (EGY) |

| 2013. július 24. 20:10 | Új-Zéland            | 4–24        | Görögország | Piscines Bernat Picornell, Barcelona Nézőszám: 1000 Játékvezetők: Reemnet (NED), Gaber (EGY) |
| 2013. július 24. 20:10 | (2–5, 1–8, 0–6, 1–4) |             |             | Piscines Bernat Picornell, Barcelona Nézőszám: 1000 Játékvezetők: Reemnet (NED), Gaber (EGY) |
| 2013. július 24. 20:10 | négy játékos 1       | Jegyzőkönyv | Funtúlisz 6 | Piscines Bernat Picornell, Barcelona Nézőszám: 1000 Játékvezetők: Reemnet (NED), Gaber (EGY) |

| 2013. július 26. 17:30 | Montenegró           | 23–1        | Új-Zéland | Piscines Bernat Picornell, Barcelona Nézőszám: 550 Játékvezetők: Cardenuto (BRA), Gaber (EGY) |
| 2013. július 26. 17:30 | (5–0, 8–1, 6–0, 4–0) |             |           | Piscines Bernat Picornell, Barcelona Nézőszám: 550 Játékvezetők: Cardenuto (BRA), Gaber (EGY) |
| 2013. július 26. 17:30 | Ivović 6             | Jegyzőkönyv | Pye 1     | Piscines Bernat Picornell, Barcelona Nézőszám: 550 Játékvezetők: Cardenuto (BRA), Gaber (EGY) |

#### Nyolcaddöntők
| 2013. július 28. 12:10 | Horvátország         | 21–4        | Új-Zéland      | Piscines Bernat Picornell, Barcelona Nézőszám: 600 Játékvezetők: Drury (USA), Melliar (RSA) |
| 2013. július 28. 12:10 | (6–1, 4–2, 8–0, 3–1) |             |                | Piscines Bernat Picornell, Barcelona Nézőszám: 600 Játékvezetők: Drury (USA), Melliar (RSA) |
| 2013. július 28. 12:10 | Muslim, Sukno 5      | Jegyzőkönyv | négy játékos 1 | Piscines Bernat Picornell, Barcelona Nézőszám: 600 Játékvezetők: Drury (USA), Melliar (RSA) |

### Női
Csapattagok
- Brooke Millar
- Emily Cox
- Kelly Mason
- Nicole Lewis
- Alexandra Boyd
- Lynlee Smith
- Sarah Landry
- Danielle Lewis
- Lauren Sieprath
- Casie Bowry
- Kirsten Hudson
- Alexandra Myles
- Ianeta Hutchinson

#### B csoport
| Csapat                  | M | Gy | D | V | G+ | G- | Gk  | P |
| ----------------------- | - | -- | - | - | -- | -- | --- | - |
| Ausztrália              | 3 | 3  | 0 | 0 | 45 | 10 | +35 | 6 |
| Kína                    | 3 | 2  | 0 | 1 | 35 | 21 | +14 | 4 |
| Új-Zéland               | 3 | 1  | 0 | 2 | 22 | 35 | −13 | 2 |
| Dél-afrikai Köztársaság | 3 | 0  | 0 | 3 | 10 | 46 | −36 | 0 |

| 2013. július 21. 10:50 | Ausztrália           | 15–4        | Új-Zéland | Piscines Bernat Picornell, Barcelona Nézőszám: 320 Játékvezetők: Vogel (HUN), Cardenuto (BRA) |
| 2013. július 21. 10:50 | (3–1, 4–2, 4–0, 4–1) |             |           | Piscines Bernat Picornell, Barcelona Nézőszám: 320 Játékvezetők: Vogel (HUN), Cardenuto (BRA) |
| 2013. július 21. 10:50 | Webster 4            | Jegyzőkönyv | Mason 2   | Piscines Bernat Picornell, Barcelona Nézőszám: 320 Játékvezetők: Vogel (HUN), Cardenuto (BRA) |

| 2013. július 23. 9:30 | Dél-afrikai Köztársaság | 7–13        | Új-Zéland       | Piscines Bernat Picornell, Barcelona Nézőszám: 200 Játékvezetők: Koryzna (POL), Abramović (MNE) |
| 2013. július 23. 9:30 | (2–3, 1–3, 1–3, 3–4)    |             |                 | Piscines Bernat Picornell, Barcelona Nézőszám: 200 Játékvezetők: Koryzna (POL), Abramović (MNE) |
| 2013. július 23. 9:30 | White 3                 | Jegyzőkönyv | Hudson, Myles 4 | Piscines Bernat Picornell, Barcelona Nézőszám: 200 Játékvezetők: Koryzna (POL), Abramović (MNE) |

| 2013. július 25. 20:10 | Kína                      | 13–5        | Új-Zéland | Piscines Bernat Picornell, Barcelona Nézőszám: 400 Játékvezetők: Cardenuto (BRA), Littlejohn (GBR) |
| 2013. július 25. 20:10 | (2–0, 4–1, 5–3, 2–1)      |             |           | Piscines Bernat Picornell, Barcelona Nézőszám: 400 Játékvezetők: Cardenuto (BRA), Littlejohn (GBR) |
| 2013. július 25. 20:10 | Sun Yujun, Song Donglun 3 | Jegyzőkönyv | Myles 2   | Piscines Bernat Picornell, Barcelona Nézőszám: 400 Játékvezetők: Cardenuto (BRA), Littlejohn (GBR) |

#### Nyolcaddöntők
| 2013. július 27. 13:30 | Spanyolország        | 18–6        | Új-Zéland       | Piscines Bernat Picornell, Barcelona Nézőszám: 450 Játékvezetők: Melliar (RSA), Golijanin (SRB) |
| 2013. július 27. 13:30 | (5–1, 4–2, 3–2, 6–1) |             |                 | Piscines Bernat Picornell, Barcelona Nézőszám: 450 Játékvezetők: Melliar (RSA), Golijanin (SRB) |
| 2013. július 27. 13:30 | Pareja 5             | Jegyzőkönyv | Hudson, Myles 2 | Piscines Bernat Picornell, Barcelona Nézőszám: 450 Játékvezetők: Melliar (RSA), Golijanin (SRB) |